# Juan José Pizzuti
Juan José Pizzuti (Buenos Aires, 9 de mayo de 1927-Buenos Aires, 24 de enero de 2020) fue un futbolista y entrenador argentino que jugó como delantero. Es considerado, por aficionados y especialistas, como uno de los principales ídolos en la historia del Racing Club, destacándose por su contribución significativa en los títulos oficiales más importantes del equipo, tanto en su etapa como jugador como desde el rol de director técnico.
Debutó como futbolista con Banfield de la Primera División de Argentina en 1947. Tras un breve paso por River Plate en 1951, se incorporó a Racing Club en 1952, donde jugó hasta 1954. En 1955 fichó por Boca Juniors, aunque solo permaneció un año antes de regresar a Racing, club con el que vivió su etapa más exitosa, conquistando los campeonatos en 1958 y 1961. Finalmente, en 1962 volvió a Boca Juniors, donde ganó otro torneo y cerró su carrera como futbolista en 1963.
Inició su carrera como entrenador con Chacarita Juniors en 1964, pero su verdadero legado comenzó al asumir Racing Club en 1965. Allí forjó el mítico «Equipo de José», campeón del Campeonato 1966, la Copa Libertadores 1967 y la Copa Intercontinental 1967. Este plantel logró el récord de mantenerse 39 partidos sin perder (marca que luego fuera superada en 1999, por el Boca Juniors de Carlos Bianchi, con 40 partidos invicto) y convertirse en el primer equipo argentino en lograr un título mundial.
Fue internacional con la selección de fútbol de Argentina, en donde conquistó el Campeonato Sudamericano 1959 (Argentina) —edición de la actual Copa América—. Así mismo, llegó a dirigir a la Albiceleste durante su etapa como entrenador.
Falleció en la capital argentina a los 92 años.

## Carrera como jugador

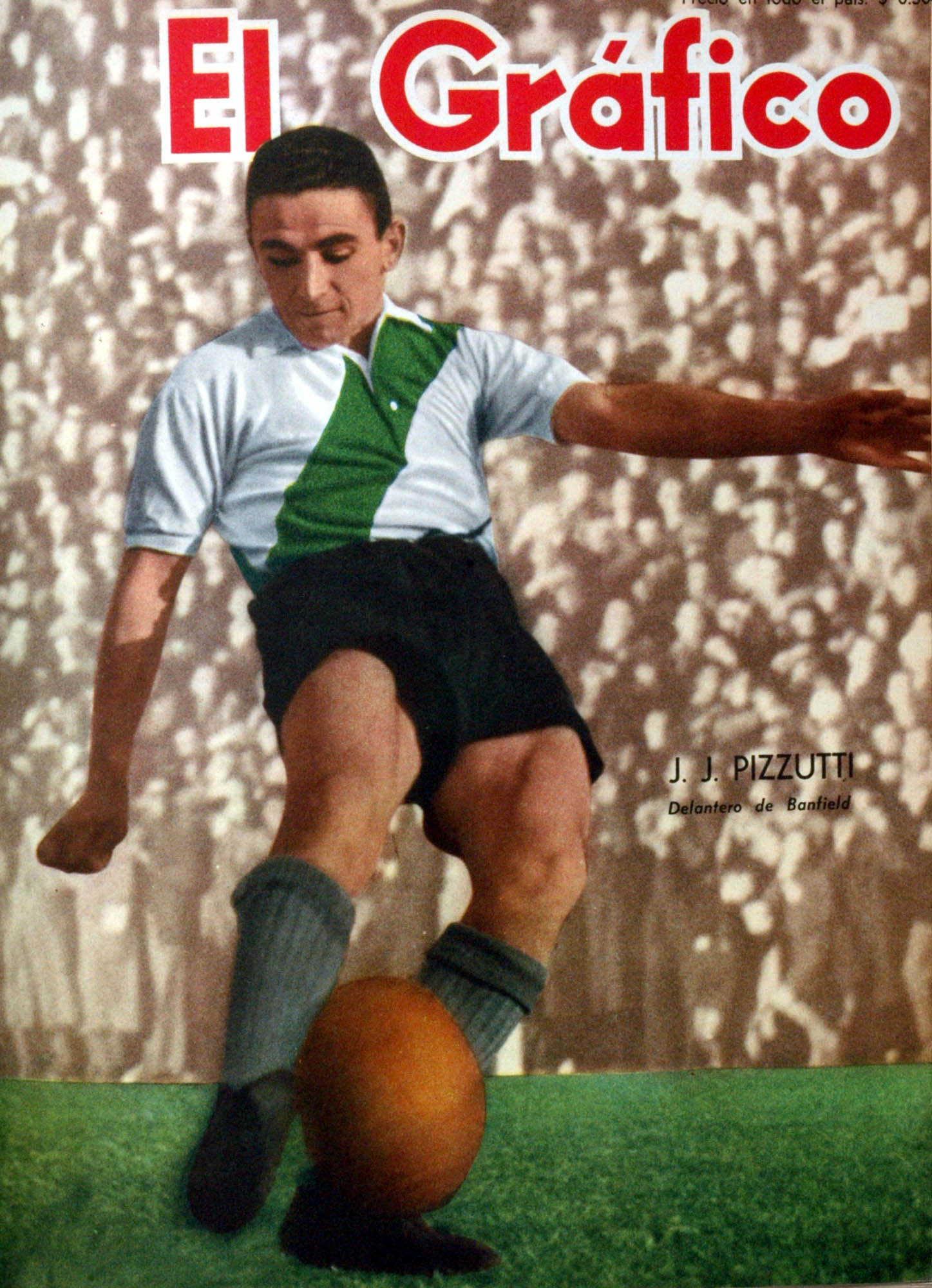
J. J. Pizzutti en Banfield en 1949.

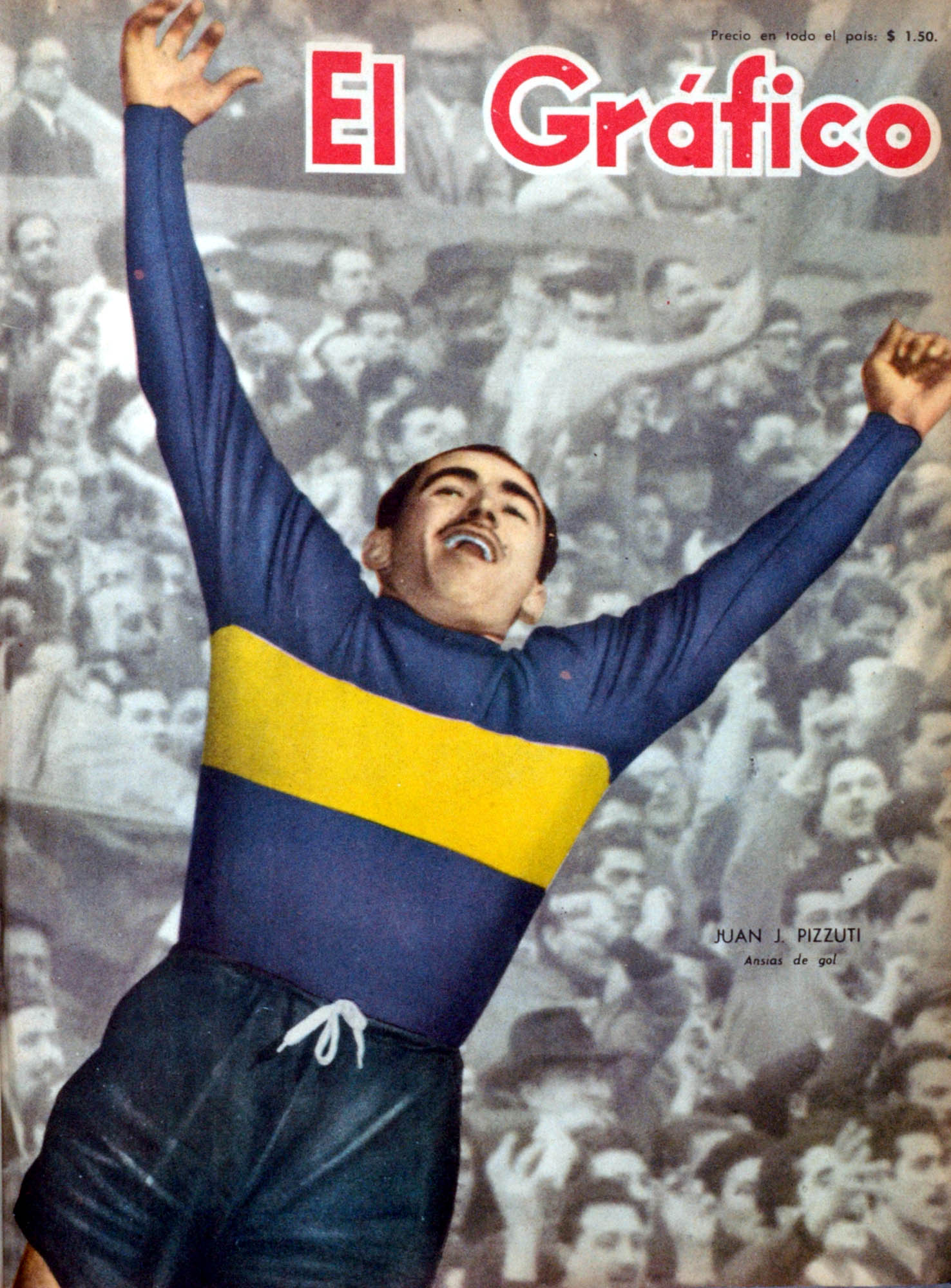
J. J. Pizzutti en Boca en 1955.

Pizzuti nació en el barrio de Barracas de la ciudad de Buenos Aires, y a los catorce años se inició en las inferiores de Banfield. Pizzuti hizo su debut en la primera división de Banfield en 1947 a la edad de 19 años, donde jugó 77 partidos, con 47 anotaciones. Se convirtió en el máximo goleador de la liga argentina en 1949, lo que lo puso en la mira de varios clubes importantes, y finalmente fichó para River Plate en 1951.
En 1952, después de sólo una temporada con River, Pizzuti dejó el club para unirse a Racing Club de Avellaneda, y se convirtió en el máximo goleador en la liga argentina por segunda vez en 1953.
En 1955 Pizzuti se unió a Boca Juniors, convirtiéndose en uno de los pocos jugadores que han jugado para River Plate y Boca Juniors. Solo jugó 20 partidos en esa temporada y volvió a Racing Club en 1956.
Pizzuti fue parte de un equipo ganador del campeonato por primera vez en 1958, y Racing ganó el título de nuevo en 1961, junto con la recordada delantera que formaba junto a Orestes Corbatta, Rubén Sosa "El Marqués”, Pedro E. Mansilla y Raúl Belén.
Luego, Pizzuti retornó a Boca Juniors, donde ganó su tercer y último título de liga y el último como jugador en 1962. Se retiró como jugador en 1963, al final de su carrera había anotado 182 goles en 349 partidos, para hacer de él uno de los 20 goleadores de todos los tiempos en la Primera División de Argentina.
Estuvo entrenándose unos meses en Banfield pero la oportunidad de reincorporarse no prosperó y se terminó retirando.

## Carrera internacional
Pizzuti jugó para la selección argentina entre 1951 y 1959, formó parte del equipo para el Campeonato Sudamericano de 1959, donde marcó tres goles para ayudar al equipo a ganar el título.

## Carrera como entrenador

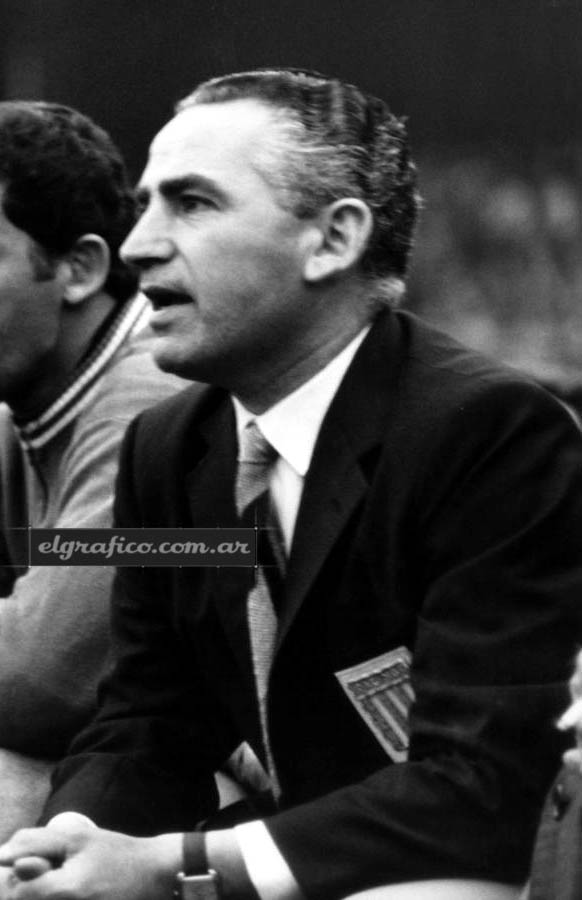
Pizzuti en la final de la Copa Libertadores 1967 con Racing

Tras dejar el fútbol como jugador, se transformó rápidamente en director técnico, en 1964 debutó en Chacarita y aunque no le fue muy bien (terminó 12 de 16), fue convocado para dirigir a Racing Club.
Pizzuti ocupó el cargo de director técnico de Racing Club en 1965 y comienza a formar (primero promoviendo jugadores juveniles del club a primera  como Perfumo, Basile, Díaz, etc. Y luego incorporando jugadores con experiencia) el equipo que al año siguiente (1966) ganaría a la liga argentina en forma brillante, perdiendo un solo partido y siendo el campeón con más puntos de la historia .  Maschio, repatriado por Pizzuti, resumió al Racing imbatible del 66-67: “Un punto clave era el estado físico, a cargo del profe Ojeda. Introdujo cosas de Alemania y los matábamos físicamente a los rivales. Ibamos siempre al frente, teníamos a un Martinoli que le pegaba como los dioses, al "Chango" Juan Carlos Cárdenas que se desmarcaba, Rulli y Mori eran trabajadores del medio, los de abajo subían de a dos por vez. Pizzuti cambió las posiciones de varios. Y todos los días nos hablaba media hora de fútbol, de la vida. De todo, menos de los rivales”. También Roberto Perfumo recordó que “con Pizzuti entrenábamos muy fuerte en la parte física. Y así, en los segundos tiempos los pasábamos por arriba a todos”. Y luego vio a su equipo derrotar en la final al Nacional de Uruguay  y ser Campeón de la Copa Libertadores de América de 1967. Luego Racing Club sumó un nuevo éxito internacional al derrotar al Celtic de Glasgow, Escocia ganando la Copa Intercontinental y convertirse en el primer equipo argentino en ser campeón del mundo a nivel de clubes. Ese exitoso equipo de Racing fue conocido como "El Equipo de José", aludiendo al nombre de su entrenador. Pizzuti dejó Racing Club en 1969 después de 4 años y 4 meses en el cargo, que sigue en pie como el período continuado más largo de un director técnico en el club. Dejó tras sí un récord histórico: el entrenador que mantiene la mayor racha invicta del fútbol argentino, con 39 partidos sin perder.    
( años más tarde Boca Jrs llegaría a 40 partidos sin perder, racha que se vería cortada en la fecha siguiente, cuando Independiente de Avellaneda derrotó 4 a 0 a Boca Jrs. Pero dicha campaña fue realizada por dos entrenadores diferentes, Carlos María García Cambón -5 partidos-  y Carlos Bianchi -35 partidos- )
Pizzuti fue entrenador de la Selección Argentina de fútbol entre 1970 y 1972, obteniendo el cuarto lugar en la Copa de la Independencia de Brasil. Argentina perdió 2-4 con Yugoslavia en el partido por el tercer puesto de esa Copa, y ese fue su último partido al frente de la Selección nacional. Fue luego entrenador de Nueva Chicago en Argentina e Independiente Medellín en Colombia, entre otros puestos.

## Estadísticas
Datos actualizados al fin de la carrera deportiva.
| Banfield Argentina |               |               |     |     |    |   |   |     |     |      |      |
| 1.ª | 1947          | 8             | 2   | -   | -  | - | - | 8   | 2   | 0.25 |      |
| 1.ª | 1948          | 2             | 0   | 1   | 0  | - | - | 3   | 0   | 0.00 |      |
| 1.ª | 1949          | 34            | 27  | -   | -  | - | - | 27  | 18  | 0.79 |      |
| 1.ª | 1950          | 33            | 19  | -   | -  | - | - | 33  | 19  | 0.57 |      |
| Total club | Total club    | 77            | 48  | 1   | 0  | 0 | 0 | 78  | 48  | 0.61 |      |
| River Plate Argentina |               |               |     |     |    |   |   |     |     |      |      |
| 1.ª | 1951          | 30            | 9   | -   | -  | - | - | 30  | 9   | 0.30 |      |
| Total club | Total club    | 30            | 9   | 0   | 0  | 0 | 0 | 30  | 9   | 0.30 |      |
| Racing Club Argentina |               |               |     |     |    |   |   |     |     |      |      |
| 1.ª | 1952          | 12            | 6   | -   | -  | - | - | 12  | 6   | 0.50 |      |
| 1.ª | 1953          | 28            | 22  | -   | -  | - | - | 28  | 22  | 0.78 |      |
| 1.ª | 1954          | 20            | 9   | -   | -  | - | - | 20  | 9   | 0.45 |      |
| 1.ª | 1956          | 21            | 7   | -   | -  | 1 | 0 | 22  | 7   | 0.31 |      |
| 1.ª | 1957          | 22            | 7   | -   | -  | - | - | 22  | 7   | 0.31 |      |
| 1.ª | 1958          | 24            | 16  | 9   | 3  | - | - | 33  | 19  | 0.57 |      |
| 1.ª | 1959          | 28            | 19  | -   | -  | - | - | 28  | 19  | 0.67 |      |
| 1.ª | 1960          | 29            | 15  | -   | -  | - | - | 29  | 15  | 0.51 |      |
| 1.ª | 1961          | 27            | 15  | -   | -  | - | - | 27  | 15  | 0.56 |      |
| 1.ª | 1962          | 2             | 0   | -   | -  | 2 | 0 | 4   | 0   | 0.00 |      |
| Total club | Total club    | 213           | 116 | 9   | 3  | 3 | 0 | 225 | 119 | 0.52 |      |
| Boca Juniors Argentina |               |               |     |     |    |   |   |     |     |      |      |
| 1.ª | 1955          | 20            | 8   | -   | -  | - | - | 20  | 8   | 0.40 |      |
| 1.ª | 1962          | 8             | 2   | -   | -  | - | - | 8   | 2   | 0.25 |      |
| 1.ª | 1963          | 1             | 0   | -   | -  | - | - | 1   | 0   | 0.00 |      |
| Total club | Total club    | 29            | 10  | 0   | 0  | 0 | 0 | 29  | 10  | 0.34 |      |
| Total carrera | Total carrera | Total carrera | 349 | 183 | 10 | 3 | 3 | 0   | 362 | 186  | 0.51 |
| (1) Incluye datos de la Copa de Competencia Británica, Copa Suecia. (2) Incluye datos de la Copa del Atlántico, Copa Libertadores. (3) No incluye goles en partidos amistosos. |               |               |     |     |    |   |   |     |     |      |      |

## Palmarés

### Como jugador

#### Campeonatos nacionales
| Título           | Club         | País      | Año  |
| ---------------- | ------------ | --------- | ---- |
| Primera División | Racing Club  | Argentina | 1958 |
| Primera División | Racing Club  | Argentina | 1961 |
| Primera División | Boca Juniors | Argentina | 1962 |

#### Campeonatos internacionales
| Título       | Club                | País      | Año  |
| ------------ | ------------------- | --------- | ---- |
| Copa América | Selección Argentina | Argentina | 1959 |

### Como entrenador

#### Campeonatos nacionales
| Título           | Club        | País      | Año  |
| ---------------- | ----------- | --------- | ---- |
| Primera División | Racing Club | Argentina | 1966 |

#### Campeonatos internacionales
| Título                | Club        | País       | Año  |
| --------------------- | ----------- | ---------- | ---- |
| Copa Libertadores     | Racing Club | Santiago   | 1967 |
| Copa Intercontinental | Racing Club | Montevideo | 1967 |